# Centurio

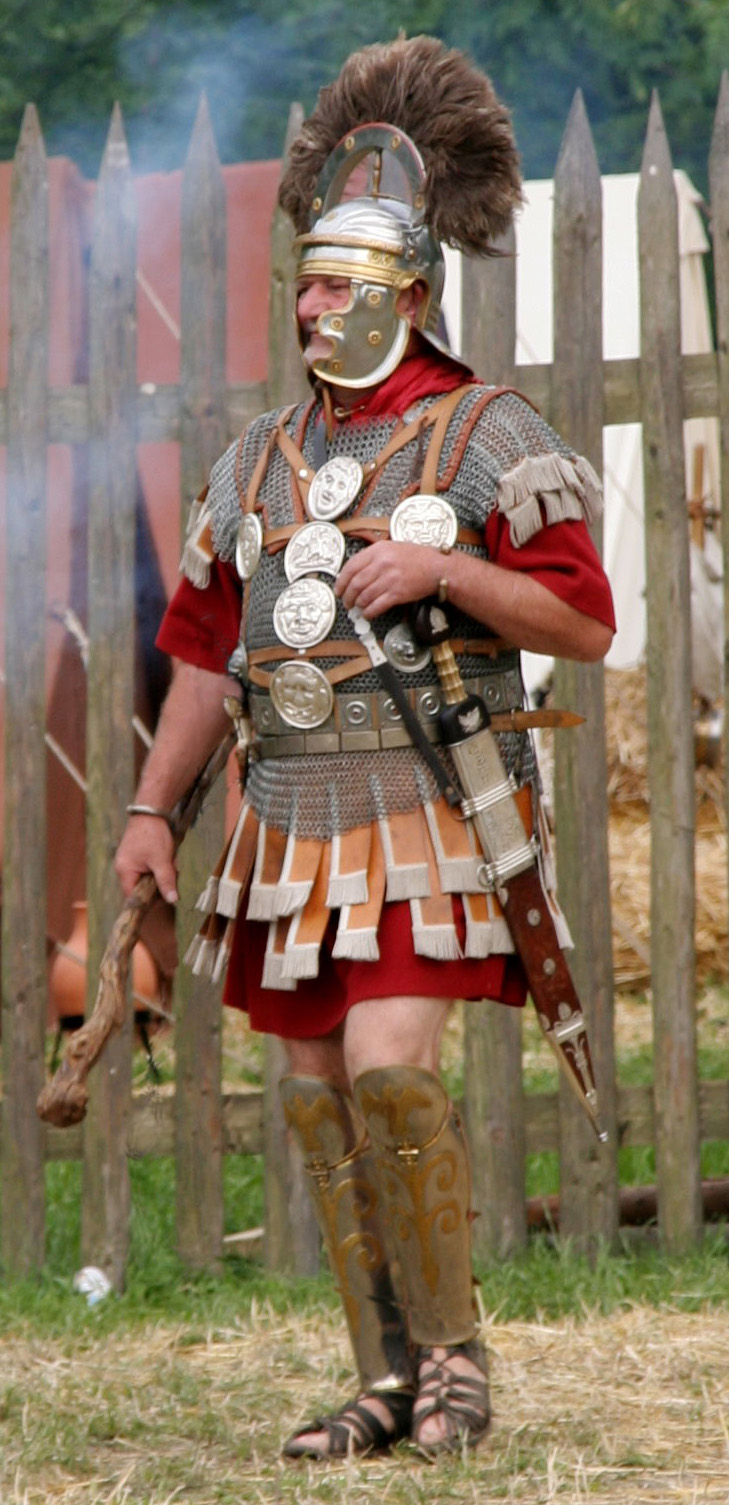
Centurio öltözékének modern rekonstrukciója

A centurio az ókorban a római légió egy centuriájának vezetője volt. A rang a mariusi hadseregreform (i.e. 107.) eredményeként jelent meg.

## Név
Az elnevezés latinul "centurio", görög forrásokban κεντυρίων vagy hekatontarch (ἑκατόνταρχος), míg a Bizánci Birodalom idején kentarch (κένταρχος).
A kifejezés utal a centuriára, amelyet ez a tiszt vezetett.

## Fejlődése

### A köztársaság időszaka
A Római Köztársaság idején minden egyes légiót 30 manipulus alkotott, és mindegyik manipulus élén 1-1 centurio állt. Később a manipulusokat 2 centuriára osztották, így a centuriók száma is megduplázódott. A császárság alatt is ez a szerveződési rendszer maradt fenn. A köztársaság idején rangfokozatuk függött attól, hogy hastati, principes vagy triarii centurióba tartoztak, vagy aszerint, hogy a manipulus első vagy második centuriájában szolgáltak. Az első centúrió, vagyis a jobb szárny centuriója (centurio prior) mindig az egész manipulust vezette, tehát idősebb és tapasztaltabb volt a bal szárny parancsnokánál (centurio posterior).

### A császárság kora
A császárság korában a nehézgyalogság fegyverzetének egységesítése miatt a triarii, principes és hastati megkülönböztetés már csak a centuriók rangjelzésében tartotta fenn magát. Az első - dupla erejű - cohors csak öt centuriaból állt, az öt centurio rangelnevezése a következő: primus pilus, princeps prior, hastatus prior, princeps posterior és hastatus posterior. A többi cohors vonatkozásában a következő rangok ismeretesek: pilus prior, princeps prior, hastatus prior, pilus posterior, princeps posterior, hastatus posterior. A centuriók tiszti létszámba tartoztak, és egyben ez volt az egyetlen tiszti rang, amelyet a közkatonák és altisztek hosszú és fáradságos szolgálattal elérhettek.
A lovagrendűek cursus honorumuknak megfelelően általában a centuriónál magasabb rangban egy segédcsapat praefectusaként kezdték katonai szolgálatukat. A császár különös engedélyével azonban lovagrendűek is megkezdhették pályafutásukat centurióként. Ez csábítóbb volt a lovagok számára, mint a tribunusi hivatal, ahol semmilyen jövedelemhez nem juthattak. A centurio már nem léphetett előbbre a légióban, ezért a legtöbben, ha szolgálati idejük letelt, a magánéletbe vonultak vissza. Minthogy a centurio rendszerint 100 emberből álló csapat parancsnoka volt, megjelölése a feliratokon a 100-ast jelző C betű fordított alakja által történt.

## Centuriok öltözéke
Alapvetően megegyezett a legionarius felszerelésével.
- Sisak

A sisak alapja a standard vas, vagy rézötvözetből készült sisak (galea) volt. Erre keresztbe fordított toll sisakforgó  került - ez nem csak dísz volt, a katonáknak ez segített megismerni vezetőjüket a harcban. 
- Vért

Leggyakoribb viseletük a pikkely páncél (lorica squamata) lehetett, mely magas védelmi értéke ellenére, kényelmes volt. Magas zsoldjuk miatt ezt a drágább páncélt is megengedhették maguknak. Lehetőségeiktől függően izomvértet (lorica musculata) is viselhettek. 
Ezenkívül lábszárvértet (ocrea) is hordhattak - olykor díszített kivitelben. 
- Kitüntetések

A centuriok viselhették kitüntetéseiket (phalea), amelyeket -  5-9 darabot - bőrheveder tartott a mellkasukon a vért felett.
- Fegyverzet

Ez is megegyezett a legionariusok fegyverzetével.  A centurio (a többi légióssal ellentétben) mindig a bal oldalán viselte a gladiust (kardot), és általában tőrt (pugio) is hordott magánál. 
- Pálca

Rangjelzésként vékony szőlőfa botot hordozott a tiszt, amely testi fenyítésre is kiválóan alkalmas eszköz volt. 
- Köpeny

A köpeny - melynek színe a későbbi képeken, filmeken mindig vörös, bár erre kevés a bizonyíték - szintén gyakori kiegészítő. Harcban ritkábban viselhették, mivel akadályozhatta a mozgást.